# Ecologismo

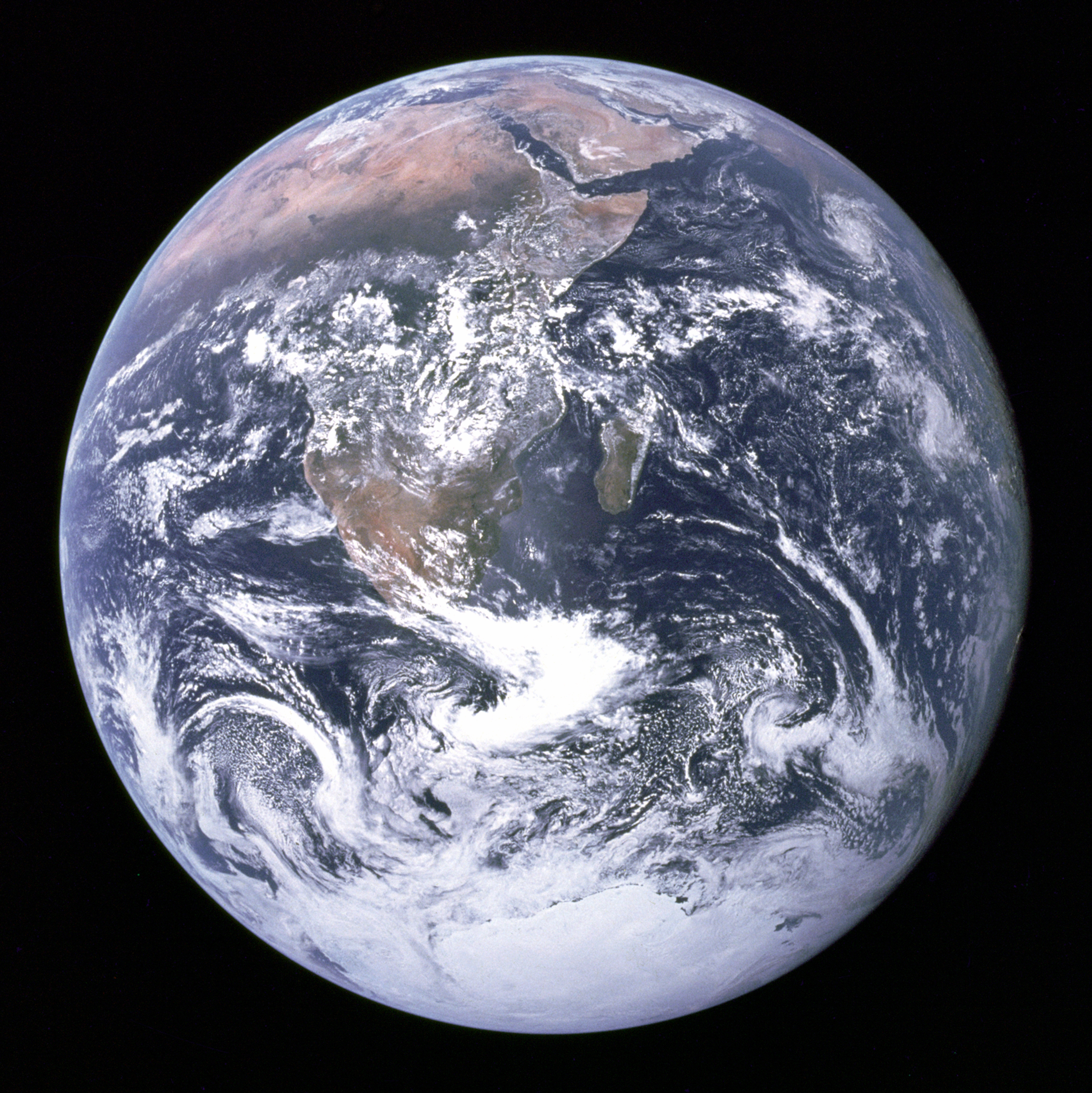
Imagen de la Tierra vista desde el Apolo 17 en 1972.

El ecologismo (en ocasiones llamado el movimiento verde o ambientalista) es un variado movimiento político, social y global, que defiende la naturaleza y la protección del medio ambiente.
Habitualmente, el ecologismo (también llamado ambientalismo) se defiende desde posiciones antropocéntricas, es decir, para satisfacer una necesidad humana, incluyendo necesidades de salud y sociales. En esos términos, los ecologistas hacen una crítica social más o menos implícita, proponiendo la necesidad de reformas legales y concienciación social tanto en gobiernos, como en empresas y colectivos sociales. El movimiento ecologista está unido con un compromiso para mantener la salud del ser humano en equilibrio con los ecosistemas naturales, se considera la humanidad como una parte de la naturaleza y no algo separada de ella. Una defensa pura del ecologismo se hace desde planteamientos ecocéntricos, dando prioridad a los ecosistemas y a las especies sobre los individuos, humanos o de otras especies. Este posicionamiento se enmarca normalmente dentro del ecologismo radical.
La ecología política se enfoca en conseguir modificaciones significativas en las políticas ambientales de todos los Estados del mundo. Hay quienes proponen un cambio radical en el sistema de Estado y se niega la necesidad de más desarrollo en el sentido convencional o capitalista, mientras otros solo proponen un cambio en la política ambiental, y otros un cambio profundo en la forma de las relaciones sociales y ambientales de producción.
Posiblemente esta política nace en el momento en que se hace patente el deterioro del medio ambiente a causa de los experimentos o el desconocimiento de la actividad humana. El libro Los límites del crecimiento, publicado por primera vez en 1972 por el Club de Roma, provoca inquietud y surgen multitud de grupos políticos ambientalistas o ecologistas en los Estados Unidos. La ecología política y el ecologismo no siempre son partidarios del ecocentrismo absoluto, sino que, generalmente, suele partir de posiciones antropocentristas.

## Origen

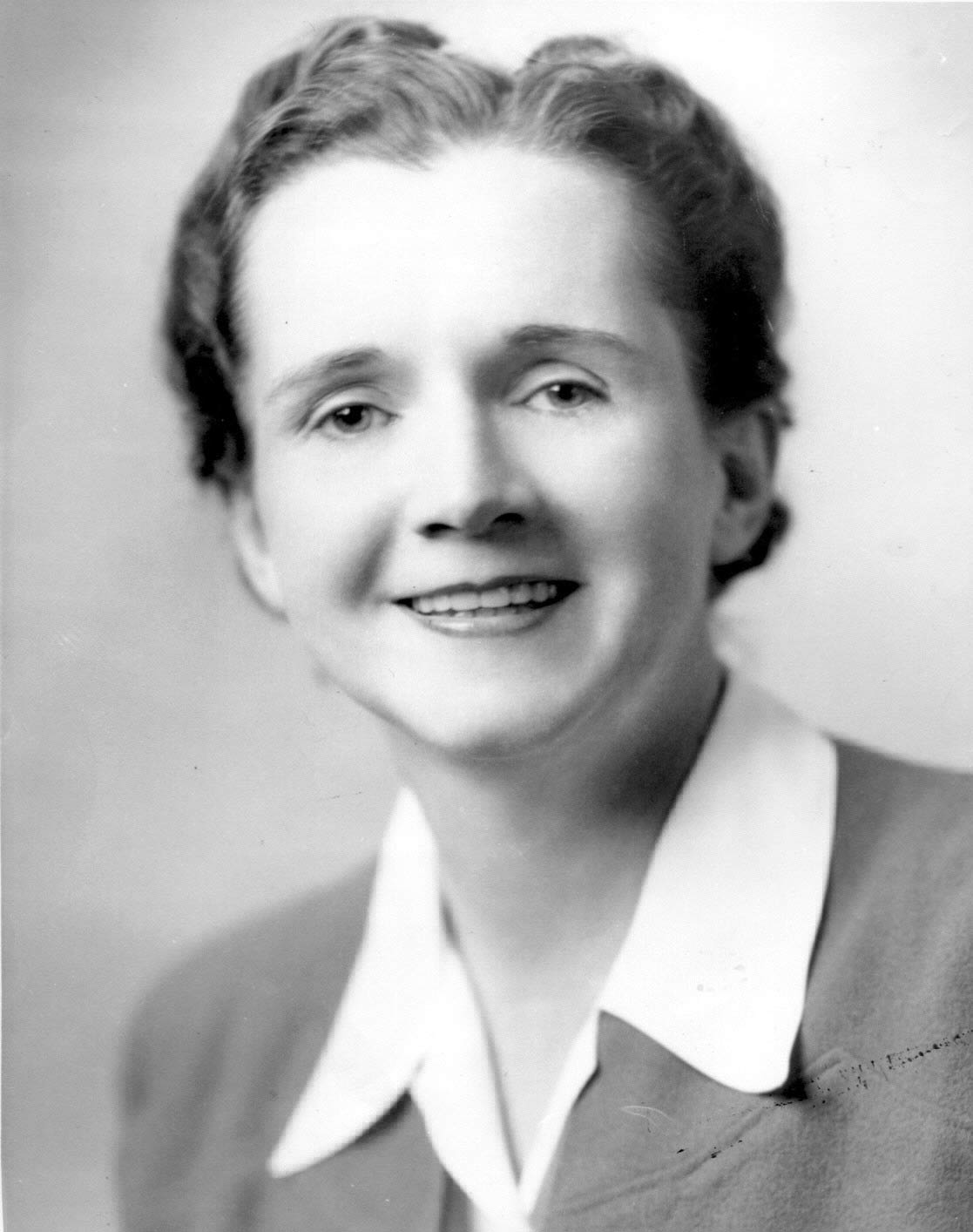
Retrato de Rachel Carson, escritora del libro Primavera silenciosa.

El movimiento ecologista surge entre los años sesenta y setenta en Occidente, a partir de la denuncia social del dominio hacia la naturaleza con fines de desarrollo. El movimiento ecologista tiene tres raíces principales: conservación y regeneración de los recursos naturales, preservación de la vida silvestre, y el movimiento para reducir la contaminación y mejorar la vida urbana.
El 26° presidente de los Estados Unidos de América Theodore Roosevelt, prominente conservacionista, fue el primero en tratar el tema de la Conservación ambiental en la agenda política de los Estados Unidos, aunque más centrado en condiciones de vida saludables que en cuestiones ecológicas.
En 1941, el ecólogo y silvicultor estadounidense, Aldo Leopold, escribió Almanaque del Condado Arenoso, libro donde narra en primera persona sus vivencias en una granja cuyos recursos habían sido explotados por su anterior dueño. Aldo Leopold propuso la idea de "pensar como una montaña" , donde explica que el ser humano debe reconocer y no interferir en el equilibrio de la naturaleza. Esta idea inspiró años más tarde al filósofo noruego, Arne Naess en su trabajo sobre la ecología profunda.
El movimiento ecologista moderno se expresó de forma más apasionada en la cúspide de la era industrial: cerca del tercer cuarto del siglo XX. Los clásicos ecologistas modernos empezaron en ese período con el trabajo de Rachel Carson que proveyó el primer toque de atención científica sobre la muerte del planeta debido a la actividad humana.
Durante los años 50, 60 y 70, ocurrieron varios eventos que avivaron la conciencia medioambiental del daño al entorno causado por el hombre. En 1954, los 23 miembros de la tripulación del buque pesquero Daigo Fukuryū Maru fueron expuestos a radiactividad de una prueba de bomba de hidrógeno en el atolón Bikini. En 1969 hubo un vertido en una excavación petrolífera en el Canal de Santa Bárbara de California. Otros hechos importantes fueron la protesta de Barry Commoner contra los ensayos nucleares, el libro Silent Spring (Primavera silenciosa) de Rachel Carson así como The Population Bomb (La bomba demográfica) de Paul R. Ehrlich. Estos libros aumentaron la inquietud e interés sobre el medio ambiente.
El movimiento ecologista inicial se centraba fuertemente en la reducción de la contaminación y en la protección de las reservas de recursos naturales tales como agua y aire. Las presiones de desarrollo en rápida expansión también acuciaron considerables esfuerzos para preservar territorios únicos y hábitats de vida silvestre, para proteger las especies en peligro de extinción antes de que desapareciesen. En los Estados Unidos, durante la década de 1970 se aprobaron leyes como el Clean Water Act, Clean Air Act, Endangered Species Act y National Environmental Policy Act (Decreto Ley de Agua Limpia, Decreto Ley de Aire Limpio, Decreto Ley de Especie en Peligro de Extinción, y Decreto Ley de Política Medioambiental Nacional, respectivamente), las cuales han sido los cimientos para los estándares medioambientales.
Gracias al movimiento ecologista, la conciencia pública y las ciencias del medioambiente han mejorado en los últimos años. Las preocupaciones medioambientales se han ampliado, incluyendo conceptos como la sostenibilidad, el agujero en la capa de ozono, el cambio climático, la lluvia ácida, y la contaminación genética.[cita requerida]
La mayoría de los ecologistas tienen objetivos similares, aunque pueden no estar de acuerdo en los detalles como el énfasis, las prioridades o el comportamiento individual. Los movimientos ecologistas a menudo interaccionan o están ligados con otros movimientos sociales con puntos de vista morales parecidos, como el movimiento pacifista, los derechos humanos o los derechos de los animales; contra las armas nucleares o la energía nuclear, las enfermedades endémicas, la pobreza, el hambre, etc.[cita requerida]

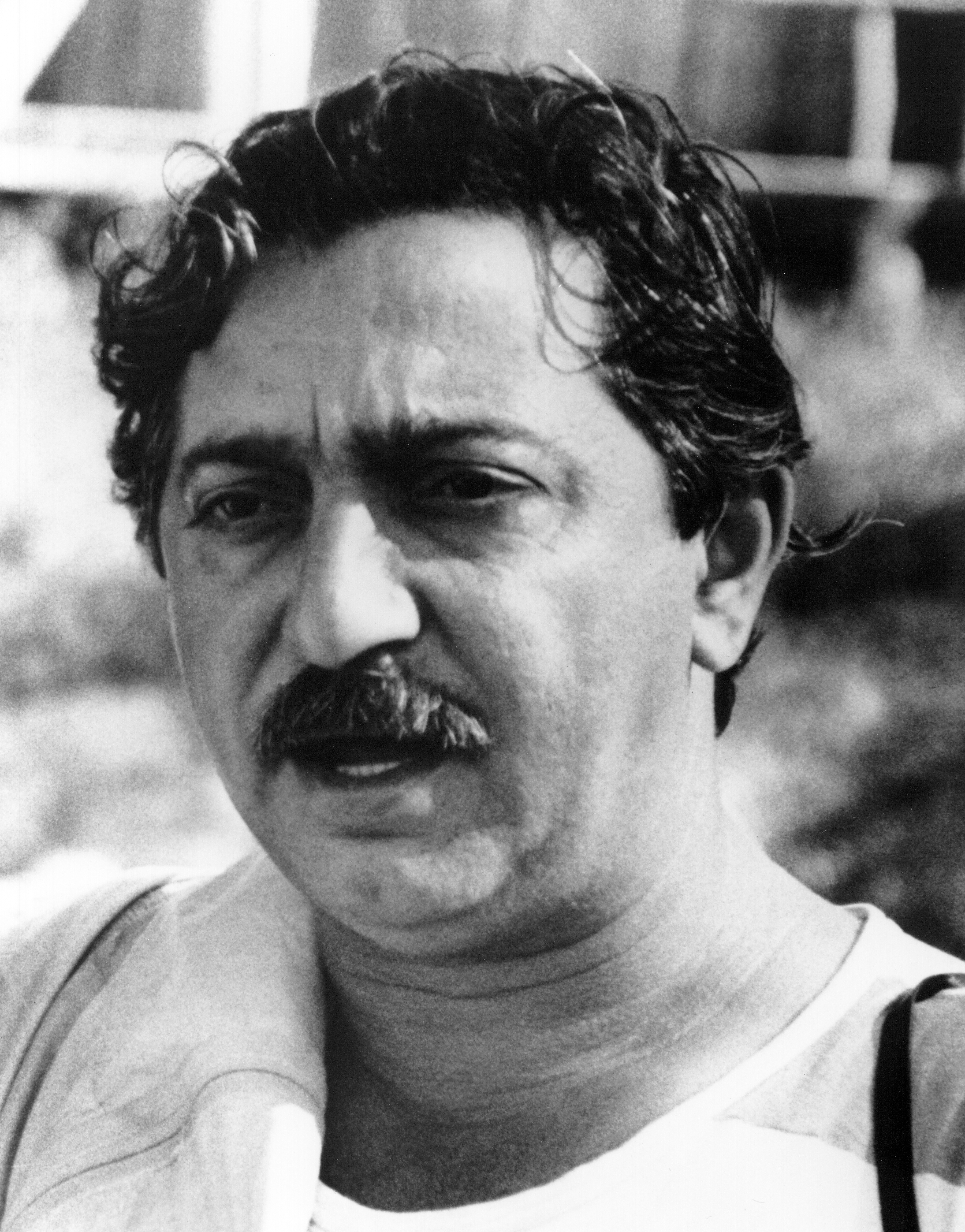
«La ecología sin lucha social es simplemente jardinería» — Chico Méndez

En la década de los 70 ante la crisis petrolífera se acrecientan los problemas de contaminación medioambiental. La masificación urbana y una serie de catástrofes dan lugar a la puesta en marcha de un proceso de conciencia del ecologismo y surgimiento de numerosas plataformas, organizaciones y movimientos de tipo ecologistas en todo el mundo para tratar de encontrar y fomentar un respeto por el medio ambiente. El eco del movimiento ecologista comienza a alcanzar una resonancia internacional, rebasando los límites de los grupos activistas para comenzar a instalarse en la conciencia de la opinión pública, especialmente en los países industrialmente avanzados, donde la degradación del medio ambiente comienza a deteriorar los niveles de calidad de vida. Los primeros grupos que aparecen son diversos y se caracterizan por presentar diferentes tendencias: conservacionistas, institucionales y radicales.[cita requerida]

## Ámbito
El ecologismo se desarrolla bajo diversos enfoques o ámbitos que atienden distintas preocupaciones relacionadas con el medio ambiente:
- El movimiento conservacionista, que busca proteger la estética tradicional de las áreas naturales, el uso para consumo (caza, pesca, captura) y el terreno filosófico.
- El movimiento medioambiental, que cubre un ámbito más amplio que incluye todos los paisajes.
- El movimiento de salud medioambiental, que data al menos de las reformas urbanas que incluían al abastecimiento de agua limpia, un manejo más eficiente mediante alcantarillado de la eliminación de las aguas residuales, y la reducción de condiciones de vida sanitariamente inhumanas. Hoy en día la salud medioambiental está más relacionada con la nutrición, la medicina preventiva, envejecimiento sano y otras preocupaciones específicas del bienestar del cuerpo humano. En éstas, el entorno natural es de interés sobre todo como un medio de alerta sobre lo que podría ocurrir a los humanos.
- El gaianismo, o movimiento ecológico enfocado según la hipótesis de Gaia, que valora la Tierra y otras interrelaciones entre las ciencias humanas y las relaciones humanas. La ecología profunda, parecida a la anterior, era más espiritual aunque alegaba ser ciencia.
- La justicia medioambiental, un movimiento que comenzó en Estados Unidos en los años 1980 y busca el final del racismo medioambiental. A menudo, las comunidades minoritarias y aquellos con pocos ingresos viven situados cerca de autopistas, vertederos y fábricas, donde están expuestos a una mayor contaminación y peligro medioambiental que el resto de la población. El movimiento de Justicia Medioambiental busca un enlace social y ecológico para los problemas medioambientales, al mismo tiempo manteniendo a los ecologistas conscientes de la dinámica en su propio movimiento, por ejemplo racismo, sexismo, homofobia, clasismo, y otros males de la cultura dominante.
- El movimiento ecofeminista que propone una relación entre la naturaleza y el hombre similar a la relación de subordinación entre la mujer y diversidades dentro del sistema patriarcal, el cual en su dominio termina explotando y degradando el ambiente.

## Fundamentos
Un informe publicado en 1972 por el Club de Roma de los Estados Unidos, llamado The Limits to Growth (Los límites del crecimiento) esbozó algunas de las preocupaciones de los ecologistas.[cita requerida] Otro informe del mismo país, llamado The Global 2000 Report to the President (El Informe Global al Presidente), publicado más tarde por el Consejo de Calidad Medioambiental, informaba hallazgos similares pero fue ampliamente ignorado.[cita requerida] Más recientemente el Millennium Ecosystem Assessment (Evaluación del Ecosistema del Milenio) aporta vindicación al movimiento.[cita requerida]

### Reivindicaciones

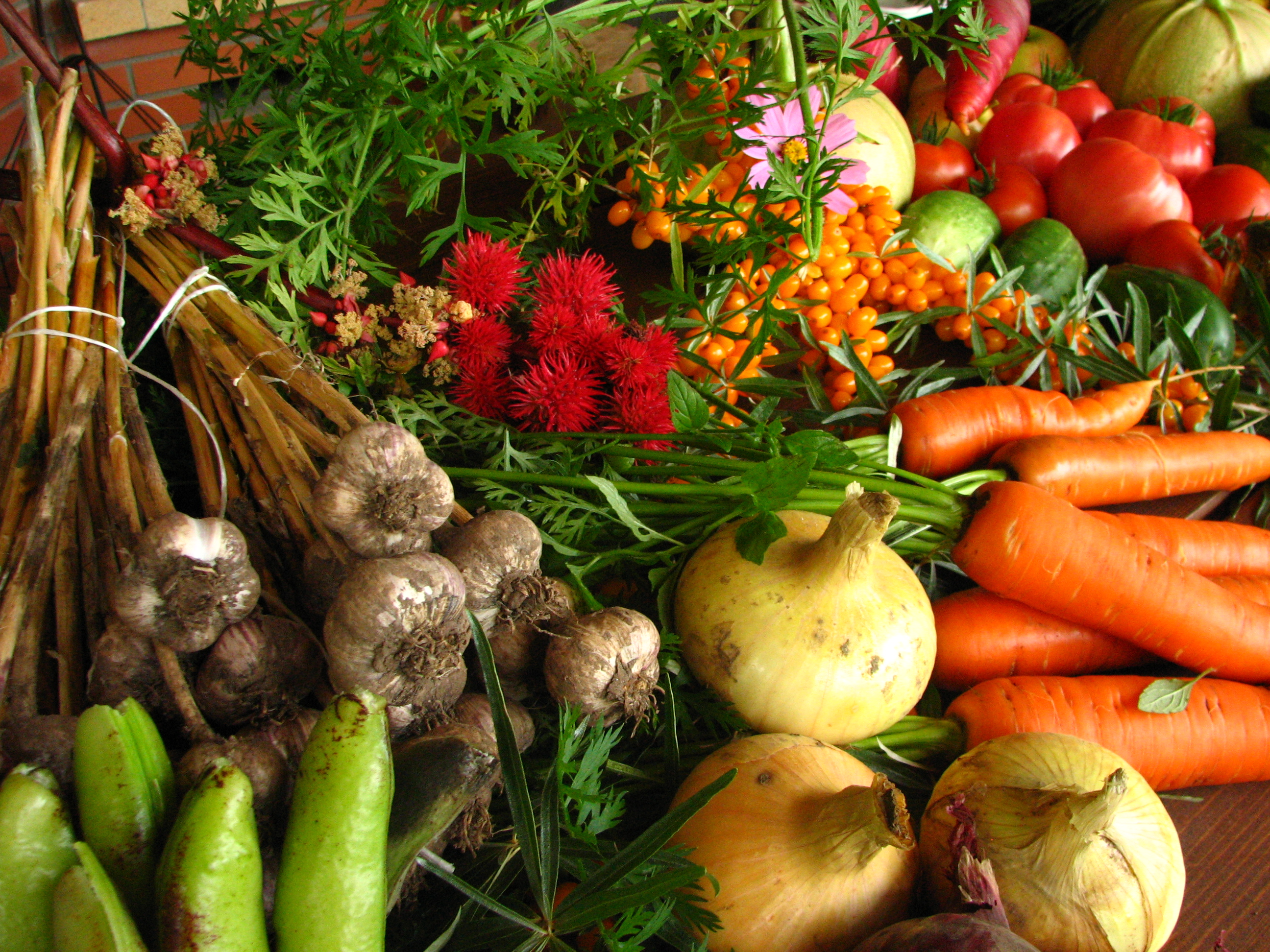
Verduras y plantas ornamentales provenientes de la agricultura sostenible

El movimiento ecologista, en la defensa de sus valores, reivindica y promueve iniciativas y reformas en diversas áreas. Entre ellas se pueden mencionar las siguientes:
- Agroecología: lucha contra los transgénicos y promoción de la agricultura ecológica.[27]
- Agua: uso sostenible de los recursos hídricos, especialmente de las aguas continentales.
- Animales: denuncia actividades que consideran entrañan crueldad para con los animales; entre ellas, la cría intensiva para la industria alimentaria o los espectáculos como las corridas de toros.[28]
- Antiglobalización: campañas contra la globalización económica y cualquier acto de ámbito internacional.
- Cambio climático: campañas de alerta contra el calentamiento global y la combustión.[29]
- Consumo: denuncia del derroche provocado por la economía productivista, y promoción del consumo responsable.[30]
- Contaminación: denuncia de las diferentes formas de contaminación, desde la atmosférica o la fluvial hasta la lumínica, entre muchas otras.[31]
- Educación: denuncia del contenido antiambiental de numerosos textos educativos y organiza campañas de sensibilización ambiental.
- Energía: denuncia los impactos ambientales provocados por las diferentes formas de obtención de energía; obviamente ligada con el área de cambio climático y los residuos peligrosos. En este ámbito, es especialmente polémico el papel de la energía nuclear, cuyas emisiones de CO2 en el ciclo de vida son comparables a las de la energía eólica,[32] pero deben afrontar la gestión de los residuos.[33]
- Medio marino: promueve la explotación sostenible del medio marino y denuncia la contaminación marina, como la provocada por los detritos plásticos, accidentes de petroleros, o las agresiones al litoral.
- Naturaleza: promueve la protección de espacios naturales, la lucha contra los incendios forestales, y denuncia las agresiones a espacios protegidos.
- Patrimonio: dedicada a denunciar las agresiones contra el patrimonio natural.
- Residuos: promueve la reducción de residuos en los sistemas de producción moderna y denuncia las malas prácticas en la gestión de residuos, incluyendo el desinterés en el reciclaje o los vertidos incontrolados de residuos peligrosos.
- Transporte: denuncia la insostenibilidad del sistema de transporte actual, basado en el transporte privado (coche) y en la construcción de infraestructuras de alta velocidad o aeropuertos, y promueve usos más sostenibles como el transporte público cargado con electricidad renovable, la bicicleta, además de andar.
- Urbanismo: denuncia los abusos urbanísticos y la insostenibilidad del modelo urbanístico moderno.[34][35]

## Derecho ambiental

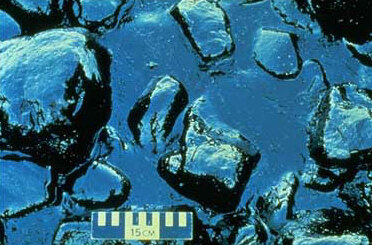
Las mareas negras forman parte de las catástrofes ambientales que han motivado la noción de crimen contra el ambiente.

El derecho ambiental pertenece a la rama del derecho social y es un sistema de normas jurídicas que regulan las relaciones de las personas con la naturaleza, con el propósito de preservar y proteger el medio ambiente en su afán de dejarlo libre de contaminación, o mejorarlo en caso de estar afectado. Sus objetivos son la lucha contra la contaminación, la preservación de la biodiversidad, y la protección de los recursos naturales, para que exista un entorno humano saludable.
Es una rama del Derecho bastante reciente, pero de gran desarrollo y futuro, surgiendo a mediados del siglo XX por la concienciación de la sociedad a consecuencia de algunos desastres ecológicos como la contaminación de la bahía de Minamata, el gran smog londinense, los escapes de Seveso o Bophal, y el accidente de Chernóbil, entre otros. Su origen, como tal especialización del Derecho, surge en la Conferencia de Naciones Unidas sobre el Medio Humano, celebrada en Estocolmo en 1972.
Entre sus características está su carácter multidisciplinario, ya que requiere la pericia y el asesoramiento de profesionales ajenos al Derecho (médicos, biólogos, ambientólogos, físicos, químicos, ingenieros, etc.) y estar en continuo cambio y actualización, en la misma medida que se producen avances científicos y técnicos.
El derecho ambiental se caracteriza por tener el trabajo del estado enfocado en realizar una "Zonificacion Ecológica y Económica" mediante los gobiernos regionales y locales, planificar bien las áreas destinadas para la vida en sociedad, el turismo, la producción agrícola. Evitando que la sociedad ocupe estos lugares destinados para un uso sostenible y generando una producción económica y un bienestar social, mediante los estudios de urbanización y producción del Gobierno Local.
Los objetivos del derecho ambiental se apuntan como fines de esta materia: tomar viable un objetivo primario, macro-objetivo, ligado con la sustentabilidad y el "estado socio-ambiental del derecho" según Antonio H. Benjamín, y de varios objetivos secundarios, micro objetivos secundarios, tales como la protección de la salud y seguridad humanas, salvaguarda de la biosfera por si, conservación del patrimonio estético, turístico, paisajístico, prevención, reparación y represión del daño ambiental, facilidad de acceso a la justicia, transparencia y libre circulación de la información ambiental, eficiencia económica, tutela de la propiedad, conocimiento científico y tecnológico, estabilidad social, democratización de los procesos decisorios ambientales, etc.

## Organizaciones
Las grandes organizaciones ecologistas que trabajan por el medio ambiente o por algún aspecto específico del mismo en el ámbito internacional comprenden fundamentalmente el Fondo Mundial para la Naturaleza (más conocida globalmente como WWF); Amigos de la Tierra (ONG española que busca aportar soluciones a través de campañas y proyectos para el ambiente de manera sostenible); Greenpeace (ONG multifacética que aborda desde el cambio climático y cuidado de los océanos hasta la promoción de la paz); BirdLife Internacional (dedicada a la protección de las aves y sus hábitats); el Movimiento Mundial por los Bosques Tropicales (conocido como WRM, se centra en la conservación de los bosques y selvas tropicales); The Nature Conservancy (por sus siglas, conocida como TNC internacionalmente, se dedica a la conservación de la biodiversidad y el medio natural); entre otras. Incluso, se encuentran acciones masivas como La Hora del Planeta, inicialmente promovida por WWF, invita global y anualmente a apagar las luces de las instalaciones y dispositivos por una hora el último sábado de Marzo.

### Internacionales
Las grandes organizaciones ecologistas que trabajan por el medio ambiente o por algún aspecto específico del mismo en el ámbito internacional comprenden fundamentalmente el Fondo Mundial para la Naturaleza (más conocida globalmente como WWF); Amigos de la Tierra (ONG española que busca aportar soluciones a través de campañas y proyectos para el ambiente de manera sostenible); Greenpeace (ONG multifacética que aborda desde el cambio climático y cuidado de los océanos hasta la promoción de la paz); BirdLife Internacional (dedicada a la protección de las aves y sus hábitats); el Movimiento Mundial por los Bosques Tropicales (conocido como WRM, se centra en la conservación de los bosques y selvas tropicales); The Nature Conservancy (por sus siglas, conocida como TNC internacionalmente, se dedica a la conservación de la biodiversidad y el medio natural); entre otras. Incluso, se encuentran acciones masivas como La Hora del Planeta, inicialmente promovida por WWF, invita global y anualmente a apagar las luces de las instalaciones y dispositivos por una hora el último sábado de Marzo.

#### En América Latina y El Caribe
En la región Latinoamericana se estima una mayor prevalencia general de conocimiento ambiental en Argentina. Basada en el modelo Rasch, se creó una nueva escala de medición llamada EKLA. Esta considera las diferentes dificultades de los distintos temas en los países y da indicaciones sobre los factores culturales y geográficos que influyen en los conocimientos ambientales.Sin embargo, en un panorama regional del Centro y Sur de América, encontramos diversas organizaciones activistas y defensoras del ambiente que buscan difundir información, concientizar y sensibilizar, sobre todo, en aspectos ligados al Acuerdo de Escazú.
Entre estas organizaciones que han alcanzado esfera e incidencia pública se encuentran Climate Tracker (originada en Brasil, enfocada en mejorar el periodismo climático); Defensoras del Territorio (nacida en Venezuela, la compone 12 defensoras a lo largo de Latinoamérica que buscan defender el territorio, la vida y los derechos humanos en este); Ruta del Clima (ONG costarricense que aboga por el derecho del público a participar en el proceso de gobernanza climática y la justicia climática); Red Interquorum (red peruana enfocada en el fortalecimiento de la democracia, los derechos humanos y la sostenibilidad ambiental, enfatizando el empoderamiento juvenil); entre otras. Existen campañas regionales como Escazú Ahora, campaña para ratificar el Acuerdo, pero localmente puede variar de objetivos. En Colombia, es una plataforma de ONGs, universidades y representantes de redes, creada para fortalecer la democracia ambiental en el país.

#### En Europa
En España han surgido otras pequeñas organizaciones, muy activas y reivindicativas, que han irrumpido con diversas manifestaciones disruptivas de la cultura, el deporte y la política. Es el caso de Futuro Vegetal, una escisión radical de Extinction Rebellion. Ellos mismos se definen como  "movimiento de desobediencia civil y acción directa que lucha contra la crisis climática mediante la adopción de un sistema agroalimentario basado en plantas", por lo que critican e intentan evitar el consumo de carne por parte de la población. Ello lo hacen mediante acciones provocativas que atraen a los medios de comunicación. En 2023, en España, lanzaron refrescos sobre obras de arte y pintura sobre edificios significativos como el Congreso de los Diputados, la sede del BBVA, el restaurante de MasterChef, y las sedes de PP y PSOE en Madrid.

## Ecoterrorismo
El ecoterrorismo es el uso de prácticas terroristas en apoyo a causas ecologistas, medioambientales o de derechos de los animales. No debe confundirse con el terrorismo ambiental, que consta de ataques contra el medioambiente o recursos agropecuarios (agroterrorismo), que consiste en el uso ilegal de la fuerza contra recursos ambientales in situ con el fin de despojar a las poblaciones de sus beneficios y/o la destrucción de propiedades ajenas. La palabra es un neologismo y su aplicación es controvertida, dado que a veces puede tener ambos sentidos.

## Ecologistas asesinados

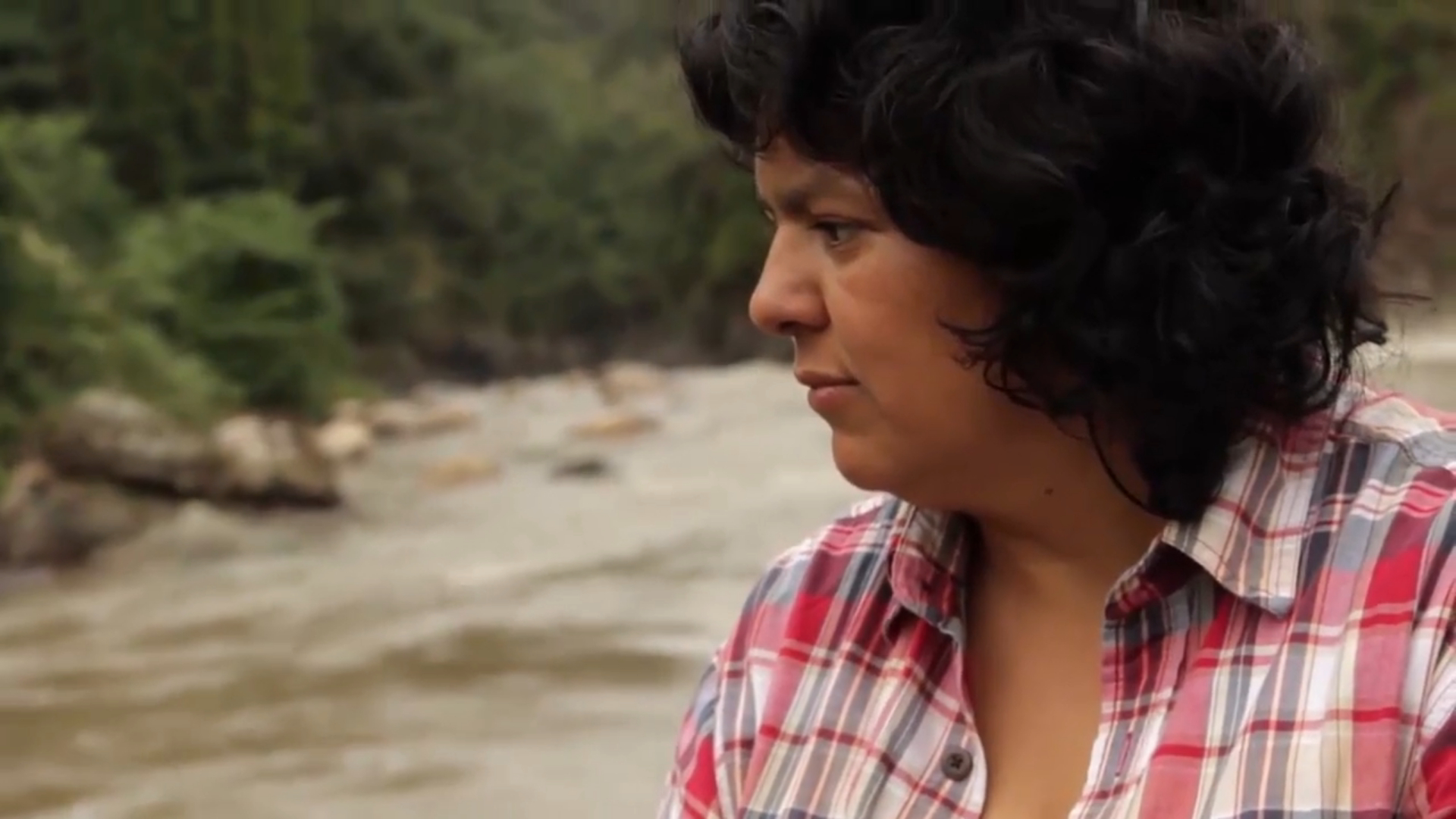
Berta Cáceres fue una ecologista hondureña asesinada el 3 de marzo de 2016.

El diario The Guardian en un informe especial ha publicado un listado de 207 «defensores ambientales» asesinados «mientras protegían la tierra o los recursos naturales de su comunidad». Honduras, Filipinas y Brasil se sitúan en los primeros lugares donde se producen estos asesinatos. Entre los asesinatos de 2017 se encuentran el mexicano Isidro Balenegro López, activista mexicano y ganador del Premio Medioambiental Goldman, o Wayne Lotter, destacado activista contra la comercialización del marfil en Tanzania asesinado en agosto de 2017.

#### En América Latina y El Caribe
La ONG Global Witness indica que en Latinoamérica se concentra cerca del 80% de estos crímenes hacia defensores de la tierra y el ambiente. Para el 2021, de los 200 casos de asesinatos registrados en los cinco continentes, 157 ocurrieron en la región de América Latina México lideró con un total de 54 asesinatos entre los países con mayor número de sucesos. Colombia registró 33 casos, y Brasil 26 En menor medida, Filipinas documentó 19 casos, Nicaragua 15, e India 14 Finalmente, Honduras y la República Democrática del Congo registraron 8 asesinatos respectivamente Los principales sectores responsables por número de víctimas se divide en minería e industrias extractivas con 27 crímenes; en energía hidroeléctrica con 13; en agroindustria con 5 casos; por explotación forestal, y carreteras e infraestructura, con 4 víctimas cada sector -empero, no se pudo identificar el sector origen para la mayoría de fatalidades

## Rol de la ciencia
En gran parte debido a esta crítica política y confusión, una preocupación creciente por los problemas de salud ambiental causados por los pesticidas, algunos biólogos serios y ecologistas crearon un movimiento ecológico científico que no confundiese datos empíricos con visiones de un futuro mundo mejor.
En la actualidad es la ciencia de la ecología, más que los objetivos estéticos, la que provee la base de unidad a la mayoría de ecologistas. Todos aceptarían cierto nivel de contraste científico en las decisiones acerca de biodiversidad o uso forestal. La biología de la conservación es un campo de importancia y en rápido desarrollo.

## Enfoque renovado hacia la acción local
La aplicación del ecologismo puede verse desde el activismo ambiental. Este puede manifestarse desde distintos ámbitos como se ha visto. Los movimientos y políticas nacionales buscan promover la conciencia ambiental y la sostenibilidad, como se observa en varios países de Latinoamérica. Venezuela se enfoca en la educación ambiental popular y la participación comunitaria para impulsar la transformación social En el Perú se realizan esfuerzos para incorporar la educación ambiental en los planes de estudios y fortalecer la gestión ambiental institucional Ecuador ha establecido una Estrategia Nacional de Educación Ambiental y reconoce a la naturaleza como sujeto de derechos En Panamá existe una conexión histórica entre los movimientos ambientales y la recuperación de la soberanía nacional En Colombia, la educación ambiental es vista como una herramienta para resolver conflictos socioambientales y promover prácticas sostenibles En Chile, la educación ambiental tiene como objetivo desarrollar la conciencia y las habilidades de los ciudadanos para la coexistencia armoniosa con el ambiente Los movimientos en estos países han sido fundamentales en la defensa de la protección del medio ambiente, los derechos indígenas y el desarrollo sostenible, a pesar de enfrentar considerables desafíos derivados de intereses económicos y conflictos políticos.

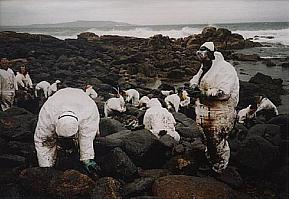
Voluntarios limpiando playas de Galicia, España tras el Desastre del Prestige (2002). Por otro lado, tras el accidente del petrolero Prestige, se desató una de las mayores catástrofes medioambientales de Europa, afectando a más de 2000km de costa. El caso desveló una serie de irregularidades, como el mal estado de la embarcación, el destino y origen de su ruta, las condiciones laborales de los operarios, las malas decisiones de las autoridades españolas, la ausencia de implicación de las portuguesas, y la relación del petrolero con poderosos oligarcas rusos.

No obstante, el movimiento ambiental actualmente persiste en muchos grupos locales pequeños, frecuentemente dentro de ecorregiones, promoviendo los valores estéticos y espirituales que Thoreau o aquellos que reescribieron la respuesta del Jefe Seattle reconocerían. Algunos se asemejan al antiguo movimiento de conservación estadounidense - cuya expresión moderna la forman Nature Conservancy, National Audubon Society y National Geographic Society - organizaciones estadounidenses de influencia mundial.
Estos grupos políticamente neutrales tienden a evitar conflictos globales y ver el acuerdo de un conflicto entre humanos separado de lo que respecta a la naturaleza - en contradicción directa con el movimiento de la Ecología y el movimiento por la Paz que tienen un número creciente de estrechos enlaces: Mientras que partidos verdes, la Sea Shepherd Conservation Society, Greenpeace, y grupos como The Activist Magazine, por ejemplo, ven la ecología y la biodiversidad y un final de las extinciones como algo absolutamente básico para la paz, algunos grupos locales puede que no, y pueden ver un alto nivel de competición global y conflicto como justificable si les permite preservar sus propia identidad local. Esto les resulta egoísta a algunos. No obstante, esos grupos no tienden a quemarse sino a sostenerse por largos períodos, incluso generaciones, protegiendo tesoros locales. La Water Keepers Alliance es un buen ejemplo de este tipo de grupos que se aferran a las cuestiones locales.
Las visiones y confusiones, sin embargo, persisten. La nueva visión tribalista de la sociedad, por ejemplo, se hace eco de las preocupaciones de los primeros ecologista en cierto grado. Y un número en aumento de grupos locales encuentran el beneficio de la colaboración, como con métodos de decisiones por consenso o políticas simultáneas, o confiando en recursos legales comunes, o incluso un glosario común. A pesar de esto, las diferencias entre los distintos grupos que componen el movimiento medioambiental moderno tienden a tener más peso que esas similitudes, y raramente cooperan directamente excepto en las cuestiones globales más importantes.
Grupos como The Bioregional Revolution están haciendo una llamada sobre la necesidad de tender un puente entre estas diferencias, pues afirman que los problemas que convergen en el siglo XXI nos obligan a tomar una acción decisiva. Promueven el biorregionalismo, la permacultura, y las economías locales como solución a estos problemas, la sobrepoblación, el cambio climático, las epidemias globales, y la escasez de agua pero más notablemente a la Teoría del pico de Hubbert -- la predicción de que es probable de que lleguemos a un máximo en la producción global de petróleo que podría significar cambios drásticos en muchos aspectos de nuestra vida diaria.

### Hitos en avances ecologistas
El reconocimiento y otorgamiento de derechos de la naturaleza en los países latinoamericanos es crucial para avanzar en la movilización socio-legal, proteger los ecosistemas y promover la gobernanza ambiental global responsable. Países como Ecuador y Colombia han logrado avances en el reconocimiento escrito de estos derechos en mayor medida; seguidamente se encontraría Chile y Perú. Bolivia, en cambio, va más allá de un enfoque antropocéntrico, más bien invierte la jerarquía hacia un ecocentrismo. Debido a que “la Constitución boliviana reconoce la importancia de la protección de la Madre Tierra, describiéndola como la casa sagrada donde todas las formas de vida han convivido en armonía”.
Tanto el caso colombiano, como el reciente peruano, nacen del reconocimiento de derechos hacia una parte de la naturaleza: los ríos. Colombia con la otorgación de derechos del Río Atrato incentivó a una participación de de autoridades municipales y comunidades locales para hacer frente a conflictos socio-ambientales, lo que conllevó a una ampliación de derechos hacia la Amazonía en el año 2018. En Perú, el Juzgado de Nauta reconoció como titular de derechos al Río Marañón, cuerpo de agua y seno de problemas socioambientales por concesiones mineras, hidroeléctricas y petroleras sobre todo. Adquirió el título de sujeto de derechos luego de demandas hacia distintas instituciones estatales por parte de las mujeres kukama kukamiria, específicamente de la Federación de Mujeres Kukama del Samiria y Marañón o “Huaynakana Kamatahuara Kana”. Estos avances en la región han permitido la activación de medidas sociojurídicas, la protección de ecosistemas estratégicos y la promoción de la justicia ambiental en los distintos niveles de gobierno. 
Los esfuerzos se ajustan a acuerdos internacionales como el Acuerdo de París y contribuyen a la urgente necesidad de mecanismos eficaces para hacer frente al cambio climático y la degradación ambiental. Es decir, responden al posicionamiento de la protección del ambiente y los derechos de la naturaleza como el centro de la agenda política y social. Este reconocimiento ha conllevado que se involucren diversas partes interesadas para una implementación efectiva de los compromisos multilaterales en el marco de la gobernanza ambiental global. Una revisión a la formulación de un constitucionalismo ecológico en Latinoamérica marca este paradigma .